# TV4 Norge
TV4 Norge var en systerkanal till svenska TV4 som startades i Norge 1990, strax efter den svenska versionen. Planen var att sända norsk reklam i Norge och svensk reklam i Sverige. Sändningarna skedde via två olika satelliter. Programverksamheten på norska skulle gradvis byggas ut. När den svenska kanalen fick problem skedde inte detta. Norska TV4 såldes till Harald Møller, som gjorde om kanalen till en filmkanal. Den lades ner 1992, eftersom den inte var lönsam.